# Lewis Morgan (football)
Pour les articles homonymes, voir Lewis Morgan et Morgan.
Lewis Morgan, né le 30 septembre 1996 à Greenock, est un footballeur international écossais qui joue au poste de milieu de terrain aux Red Bulls de New York en MLS

## Biographie

### En club
Le 27 septembre 2014, il fait ses débuts professionnels pour Saint Mirren lors d'un match contre le Celtic.
Le 5 janvier 2018, il signe un contrat de quatre ans et demi avec le Celtic, mais il est prêté à Saint Mirren jusqu'à la fin de la saison. À l'issue de la saison, Saint Mirren est vainqueur du Championship et se voit donc promu en Premiership.
Le 31 janvier 2019, il est prêté à Sunderland où il participe à vingt-deux rencontres, dont dix-sept en League One.
Il fait son retour à Glasgow à l'été 2019 avant de signer à l'Inter Miami CF en Major League Soccer le 31 janvier 2020. Après une bonne première saison aux États-Unis conclue par cinq buts en vingt-quatre rencontres, son contrat est prolongé le 8 mars 2021.
En difficulté avec le cap salarial à la suite du recrutement de Blaise Matuidi, l'Inter Miami doit se séparer de certains joueurs à forte valeur et Morgan finit par être transféré aux Red Bulls de New York le 12 décembre 2021.

### En équipe nationale
Le 28 mars 2017, il fait ses débuts avec les espoirs écossais lors d'un match contre l'Estonie.
Le 29 mai 2018, il réalise ses débuts internationaux en faveur de l'Écosse, lors d'un match amical contre le Pérou à Lima (victoire 2-0 en faveur du Pérou).
En juin 2024, il fait partie de la liste des 26 joueurs convoqués par Steve Clarke pour disputer l'Euro 2024 .

## Palmarès

### En club
| Saint Mirren (1)                                                                          | Celtic FC (4)                                                                                         | Sunderland AFC (0)                |
| ----------------------------------------------------------------------------------------- | --- | --------------------------------- |
| - Scottish Championship : - Champion : 2018 - Scottish Challenge Cup : - Finaliste : 2017 | - Scottish Premiership : - Champion : 2019 et 2020 - Scottish League Cup : - Vainqueur : 2019 et 2020 | - EFL Trophy : - Finaliste : 2019 |

### Distinction personnelle
- Membre de l'équipe-type de D2 écossaise en 2018.

## Statistiques
| Saison                | Club                  | Championnat           | Championnat | Championnat | Coupe nationale | Coupe nationale | Coupe de la Ligue | Coupe de la Ligue | Compétition(s) continentale(s) | Compétition(s) continentale(s) | Compétition(s) continentale(s) | Séries | Séries | Écosse | Écosse | Total | Total |
| Saison                | Club                  | Division              | M.          | B.          | M.              | B.              | M.                | B.                | Comp.                          | M.                             | B.                             | M.     | B.     | M.     | B.     | M.    | B.    |
| 2014-2015             | Saint Mirren          | Premiership           | 8           | 0           | 0               | 0               | -                 | -                 | -                              | -                              | -                              | -      | -      | -      | -      | 8     | 0     |
| 2015-2016             | Saint Mirren          | Championship          | 17          | 1           | 0               | 0               | 4                 | 0                 | -                              | -                              | -                              | -      | -      | -      | -      | 21    | 1     |
| 2016-2017             | Saint Mirren          | Championship          | 33          | 6           | 4               | 2               | 9                 | 2                 | -                              | -                              | -                              | -      | -      | -      | -      | 46    | 10    |
| 2017-2018             | Saint Mirren          | Championship          | 35          | 14          | 2               | 1               | 5                 | 3                 | -                              | -                              | -                              | -      | -      | 2      | 0      | 44    | 18    |
| Sous-total            | Sous-total            | Sous-total            | 93          | 21          | 6               | 3               | 18                | 5                 | -                              | 0                              | 0                              | 0      | 0      | 2      | 0      | 119   | 29    |
| 2018-2019             | Celtic Glasgow        | Premiership           | 9           | 0           | 0               | 0               | 1                 | 0                 | C3                             | 3                              | 0                              | -      | -      | -      | -      | 13    | 0     |
| 2019-2020             | Celtic Glasgow        | Premiership           | 5           | 0           | 0               | 0               | 3                 | 0                 | C1+C3                          | 6+4                            | 0+2                            | -      | -      | -      | -      | 18    | 2     |
| Sous-total            | Sous-total            | Sous-total            | 14          | 0           | 0               | 0               | 4                 | 0                 | -                              | 13                             | 2                              | 0      | 0      | 0      | 0      | 31    | 2     |
| 2018-2019             | Sunderland AFC (prêt) | League One            | 17          | 1           | -               | -               | 5                 | 1                 | -                              | -                              | -                              | -      | -      | -      | -      | 22    | 2     |
| 2020                  | Inter Miami CF        | MLS                   | 24          | 5           | -               | -               | -                 | -                 | -                              | -                              | -                              | -      | -      | -      | -      | 24    | 5     |
| 2021                  | Inter Miami CF        | MLS                   | 34          | 2           | -               | -               | -                 | -                 | -                              | -                              | -                              | -      | -      | -      | -      | 34    | 2     |
| Sous-total            | Sous-total            | Sous-total            | 58          | 7           | 0               | 0               | 0                 | 0                 | -                              | 0                              | 0                              | 0      | 0      | 0      | 0      | 58    | 7     |
| 2022                  | Red Bulls de New York | MLS                   | 24          | 11          | 4               | 3               | -                 | -                 | -                              | -                              | -                              | -      | -      | -      | -      | 28    | 14    |
| Total sur la carrière | Total sur la carrière | Total sur la carrière | 206         | 40          | 10              | 6               | 27                | 6                 | -                              | 13                             | 2                              | 0      | 0      | 2      | 0      | 258   | 54    |